# Christo Jivkov
Christo Jivkov (en bulgare : Христо Живков, SBOTCC : Hristo Zhivkov), né le 18 février 1975 à Sofia (Bulgarie) et mort le 31 mars 2023 à Los Angeles (États-Unis), est un acteur bulgare, surtout connu pour sa performance dans le rôle de Jean dans La Passion du Christ (2004) de Mel Gibson.

## Filmographie
- 2001 : Le Métier des armes d'Ermanno Olmi : Jean des Bandes Noires
- 2004 : La Passion du Christ de Mel Gibson : Jean (apôtre)
- 2006 : L'Enquête sacrée : Ponce Pilate
- 2007 : Le Mas des alouettes de  Paolo et Vittorio Taviani : Sarkis
- 2007 : In memoria di me : Andrea
- 2009 : Barbarossa de Renzo Martinelli : Gherardo Negro
- 2009 : L'Anniversaire de David : Leonard
- 2014 : Le Garçon invisible de Gabriele Salvatores : Andreij
- 2019 : De sable et de feu de Souheil Ben Barka : Mulai Driss